# Amano-Iwato
Ama-no-Iwato (ou Ame-no-Iwato) (天の岩戸) signifie littéralement « grotte de la déesse du Soleil » ou « grotte céleste ». Dans la mythologie japonaise telle que présentée dans le Kojiki (Chronique des faits anciens), la mauvaise conduite de Susanoo, le dieu japonais des tempêtes, amène sa sœur Amaterasu à se cacher dans la grotte Ame-no-Iwato. La terre est alors privée de lumière.

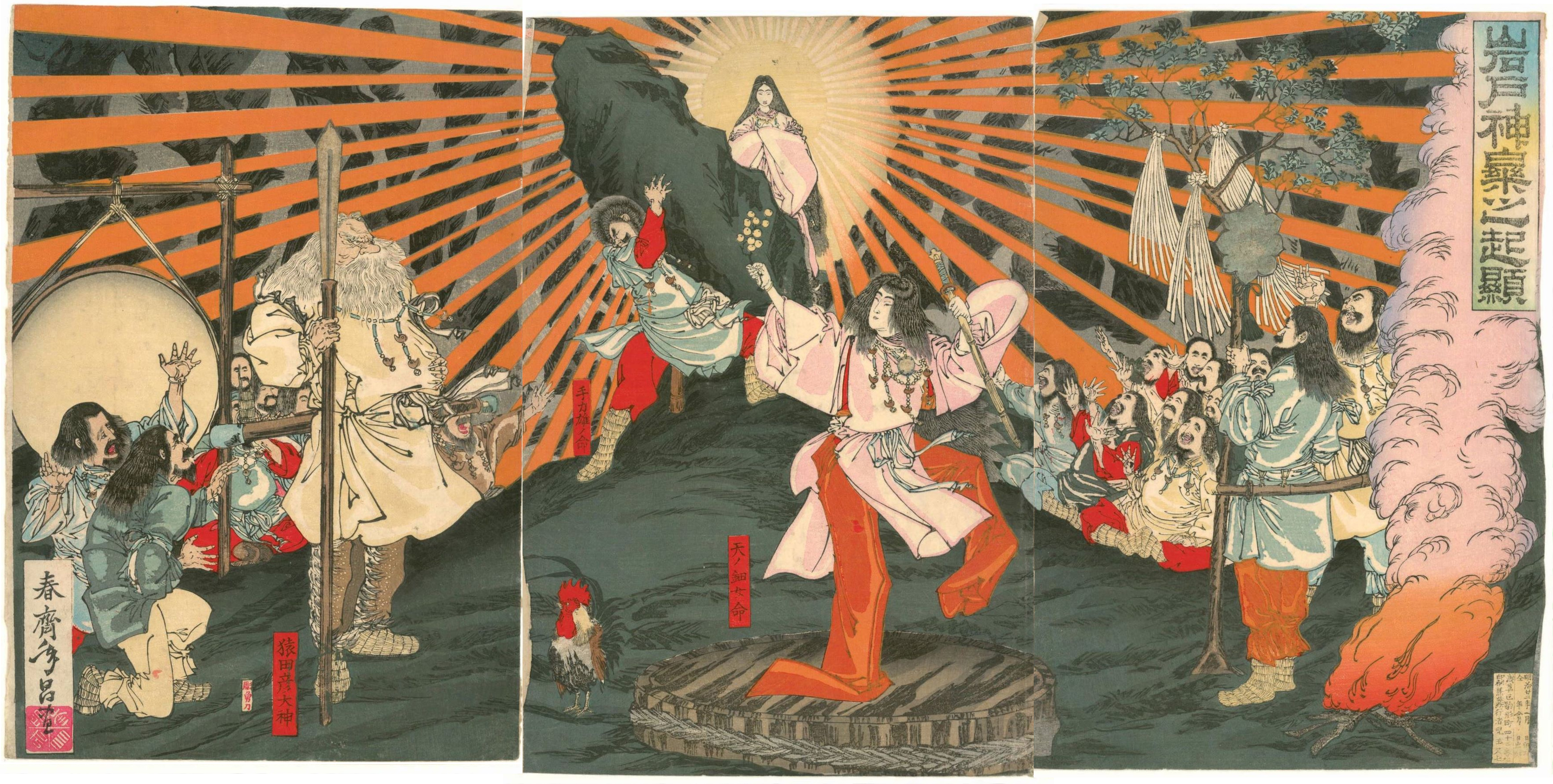
Amaterasu sort de la grotte par XIXe siècle.

Afin de faire sortir Amaterasu de la grotte, les dieux organisent une fête sur l'idée d'Omoikane. La déesse Ame-no-Uzume-no-Mikoto effectue une danse obscène, provoquant beaucoup de rires. Amaterasu, curieuse de connaître la source de cette joie, regarde l'entrée de la grotte. Elle est fascinée par son propre reflet dans le Yata no Kagami, miroir que les autres dieux ont conçu et accroché devant la grotte à cet effet, et reste pétrifiée. Ame-no-tajikarao force alors l'ouverture de la grotte et le monde baigne de nouveau dans la lumière. Comme Amaterasu sort de la grotte, un sceau sacré est appliqué de sorte qu'elle ne pourra jamais retourner s'y cacher.

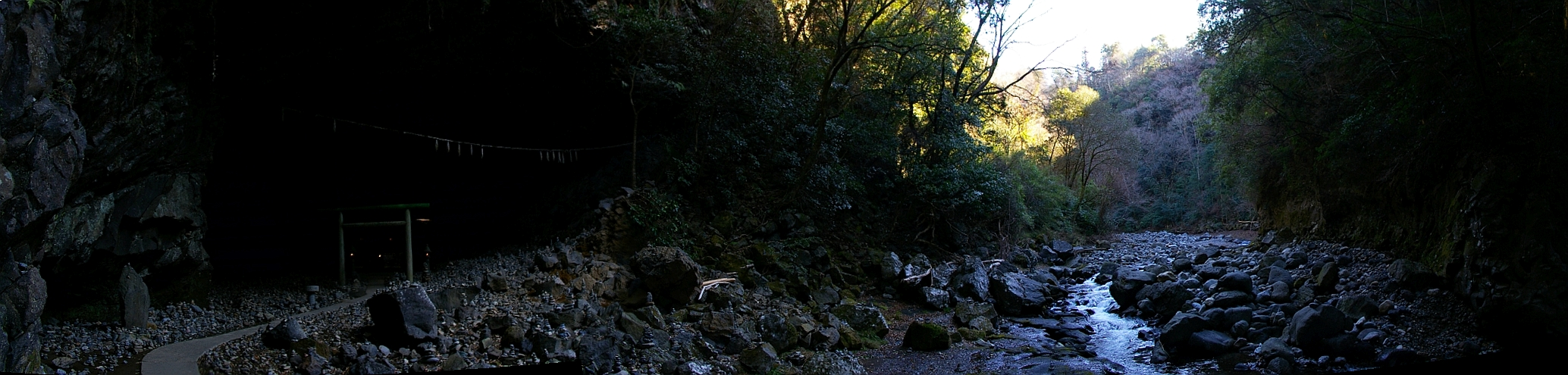
Le panthéon Takama-ga-hara se serait réuni et aurait discuté sur la meilleure façon de faire sortir Amaterasu de la grotte au bord de cette rivière, la, près du Amanoiwato-jinja à Takachiho dans la préfecture de Miyazaki.